# Błażeuszczyna (przystanek kolejowy)
Błażeuszczyna (biał. Блажэўшчына; ros. Блажевщина) – przystanek kolejowy w miejscowości Błażeuszczyna, w rejonie czaśnickim, w obwodzie witebskim, na Białorusi. Położony jest na linii Orsza - Lepel.